# John Bettison
John Bettinson (Barrow-in-Furness, 10 de dezembro de 1940) é um ex-ciclista britânico que competiu nos Jogos Olímpicos de 1968.